# Acolasis mesozonea
Acolasis mesozonea är en fjärilsart som beskrevs av George Francis Hampson 1926. Acolasis mesozonea ingår i släktet Acolasis och familjen nattflyn. Inga underarter finns listade i Catalogue of Life.